# Sport en Mésopotamie
La pratique sportive est avérée en Mésopotamie par l'archéologie et par certains textes, l'épopée de Gilgamesh au premier chef.
- Lutte : représentation de lutteurs dès la première moitié du IIIe millénaire avant notre ère, notamment sur des stèles liturgiques mises au jour à l'est de Bagdad. La pratique sportive est confirmée par des passages de l'épopée de Gilgamesh. Un combat de lutte est ainsi décrit entre Endikou et Gilgamesh.
- Boxe : la pratique de la boxe est confirmée par les sources archéologiques dès le début du IIe millénaire av. J.-C. Des boxeurs figurent ainsi sur des plaquettes de terre cuite dès 2000 av. J.-C.